# Cnemidochroma
Cnemidochroma is een kevergeslacht uit de familie van de boktorren (Cerambycidae). De wetenschappelijke naam van het geslacht werd voor het eerst geldig gepubliceerd in 1924 door Schmidt.

## Soorten
Cnemidochroma omvat de volgende soorten:
- Cnemidochroma buckleyi (Bates, 1879)
- Cnemidochroma coeruleum (Achard, 1910)
- Cnemidochroma lopesi Fragoso & Monné, 1989
- Cnemidochroma ohausi (Schmidt, 1924)
- Cnemidochroma phyllopoides (Schmidt, 1924)
- Cnemidochroma phyllopus (Guérin-Méneville, 1844)